# Champforgeuil
Champforgeuil är en kommun i departementet Saône-et-Loire i regionen Bourgogne-Franche-Comté i östra Frankrike. Kommunen ligger i kantonen Chalon-sur-Saône-Nord som tillhör arrondissementet Chalon-sur-Saône. År 2022 hade Champforgeuil 2 616 invånare.

## Befolkningsutveckling
Antalet invånare i kommunen Champforgeuil
| Referens: INSEE |